# Књига о џунгли (филм из 1967)
Књига о џунгли (енгл. The Jungle Book) је амерички анимирани филм из 1967. у режији Волфганга Рајтермана. Ово је 19. дугометражни цртани филм рађен у продукцији Продуцкија Волт Дизни. Наставак под називом Књига о џунгли 2 објављен је 2003.

## Радња
Радња цртаног филма одвија се дубоко у џунглама Индије. Једног дана, мирног дана, пантер по имену Багира, чувши раније њему непознате звукове, открива покварени чамац, а у њему је корпа са људским младунчетом. Схвативши да без ичије помоћи дечак може да умре, Багира одлучује да га одведе у познату породицу вукова, која је недавно имала своје легло вучића. Вукови радо прихватају младунче у своју породицу и дају му име Моугли. Током година, дечак успева да научи језик животиња и прилагоди се животу у џунгли. Багира, која га је једном спасила, све ово време бдије над Моуглијем и постаје му блиска пријатељица, док схвата да ће пре или касније доћи дан када ће дечак морати да напусти џунглу.
Једне ноћи чопор сазнаје да се бенгалски тигар Шир Кан вратио у део џунгле где живи вучји чопор. Ради безбедности Моуглија и читавог чопора у целини, савет вучјег чопора, предвођен Акилом, одлучује да се Моугли врати у људско село, где му ништа неће угрозити (и не само њему, већ и онима који ће заузети се за Моуглија). Багира се добровољно јавља да прати дечака, Акела одобрава и жели Багири срећу. Одлазе касно увече, док Моугли одлучује да остане у џунгли. Убрзо Багира одлучује да се скраси за ноћ и заједно са Моуглијем се пење на високо дрво. Док Багира тоне у сан, Моугли се суочава лицем у лице са питоном Ка. У жељи да се наслађује дечаком, питон га хипнотише гледајући директно у његове очи (када користи хипнозу, Каине очи се претварају у разнобојне спирале када гледа у очи жртве), певајући успаванку, плешући индијски плес, изговарајући хипнотичка чини, а очи се претварају у шарене спирале, он лако подлеже хипнози, послуша Каину наредбу да заспи, затвори очи, заспи, урањајући у хипнотички транс и покушава да позове Багиру, али Каа је пригушио Моуглија, енцло него у својим „прстеновима“, спремајући се за јело. На срећу, Багира се буди на време и спасава дечака од Кае, а Моугли се буди и излази из хипнотичког транса, а Каа, желећи да се освети пантеру што га је спречио да поједе Моуглија, хипнотише Багиру, успављује га, довео га је у хипнотички транс и желео да га убије, али је Моугли спасао Багиру од Кае и помогао му да се пробуди и изађе из хипнотичког транса, а онда су обоје отерали змију са дрвета. Пантер упозорава дечака да неће моћи да се снађе сам у џунгли, али Моугли остаје непоколебљив.
Следећег јутра, Моуглија и Багиру буди звук марша слонове патроле, коју предводи пуковник Хати. Док Багира поново покушава да заспи, Моугли му брзо бежи и, упознавши пуковниковог сина, придружиће се маршу. Међутим, током вежбе, Хати открива појаву аутсајдера и постаје незадовољан чињеницом да се људско младунче појавило у „његовој“ џунгли, али се у том тренутку појављује Багира и објашњава пуковнику да он води Моуглија до човечијег села. Међутим, дечак поново изјављује да одбија да оде са Багиром у село, и на крају су се посвађали, а онда га пантер препушта судбини. Убрзо, Моугли неочекивано упознаје Балуа, медведа који живи за своје задовољство, који на песму „The Bare Necessities“ обећава да ће се бринути о дечаку, одгајати га и никада га неће дати у људско село.
Банда мајмуна се појављује и Моугли убрзо бива киднапован од стране групе мајмуна и одведен код њиховог вође, краља Луија, орангутана, који склапа договор са Моуглијем да ће, ако му открије тајну прављења ватре попут човека, то учинити како би могао да остане унутра. Џунгла. Међутим, пошто га нису подигли људи, Моугли не уме да заложи ватру. Багира и Балу невиђени стижу у палату и покушавају да испланирају начин да спасу Моуглија, али привлачан ритам песме одвлачи Балуа и он одлази да игра. Међутим, убрзо се појављује обучен у коре од банане и кокосове љуске, представљајући се као женка орангутана која заварава краља. Али убрзо се открива Балуова маска и почиње дивља потера између мајмуна и Балуа и Багире због Моуглија. Краљ случајно обара стуб и држи храм најбоље што може све док не почне да се опире када Балу почне да га махнито голица испод руку. Мајмуни успевају да зауставе Балуово голицање, али на крају баце краља на други стуб, узрокујући да се храм сруши. Багира и Балу спасавају Моуглија од краља Луија. Багира објашњава Балуу да џунгла није безбедна када је Шир Кан у близини. Када дође јутро, Балу објашњава Моуглију да је човеково село боље за њега, али га Моугли оптужује да је прекршио обећање и бежи у најдубљи део џунгле. Багира (након што му Балу објасни шта се догодило) затим проналази слоновску патролу и говори Хати да је Моугли побегао у дубине џунгле. Хати тада организује специјалну мисију потраге за цело своје стадо. У исто време, Шер Кан чује разговор између Багире и Хате и одлучује да крене у лов на дечака.
У међувремену, Моугли поново среће Ка, који обећава дечаку да ће остати у џунгли ако верује Ка, али му он не верује. А онда Каа поново хипнотише Моуглија, гледа га право у очи, пева му успаванку, изговара хипнотичку чини, и тако се Моуглијеве очи поново претварају у разнобојне спирале, и осмехујући се, слуша Каину наредбу да заспи, затвара своје очи, пада у стање месечарења, хода око репа Каа, који њиме замахује на себи, урања у дубок хипнотички сан, увија га у своје прстење, а у сну Моугли каже да ће потпуно и увек веровати само Каа и биће његов најбољи пријатељ (ово је Каа веома обрадовало, а он је имао идеју да хипнотише Моуглија заувек, да га доведе у стање вечног, дубоког хипнотичког транса да никада не изађе из њега, да га учини својим слугом и да би увек били заједно). Каа је био спреман да поједе Моуглија, али захваљујући ненамерној интервенцији сумњивог Шир Кана и уз помоћ Каа, Моугли се буди и излази из хипнотичког транса, и баца Каа на земљу и у бесу изјављује да је поново преварио га. Каа је поново покушао да хипнотише Моуглија, али му се реп закачио за грану и Моугли је искористио тренутак да побегне. Олуја се скупља. Фрустриран свим догађајима који су се одиграли, Моугли наилази на групу дружељубивих лешинара (иако су страшни на изглед, чисте душе и доброг срца), који га узимају у своје друштво као пријатеља, изводећи песму „За то су пријатељи“. Убрзо се појављује Шир Кан, који својим најређим профундо басом плаши лешинаре и коначно се суочава са Моуглијем. Балу жури у помоћ и покушава да одврати Шир Кана од Моуглија, али је рањен. Када муња удари у оближње дрво и запали га, лешинари се спуштају доле да одвуку пажњу Шир Кана, док Моугли скупља запаљене гране и везује их за Шир Канов реп. Панично уплашен пожаром, тигар бежи.
Багира и Балу доводе Моуглија на периферију људског села. Моугли још увек сумња да ли да оде тамо, али када случајно налети на прелепу девојчицу из села која иде до реке по воду, његово расположење се мења. Девојка примећује Моуглија и „случајно“ испушта бокал. Моугли узима бокал и одлази у село за девојком. Уверени да је Моугли одлучио да остане у селу, где ће бити срећан, и задовољни што је дечак безбедан, Балу и Багира одлазе кући, певајући репризу песме „The Bare Necessities“.

## Улоге
| Глумац                     | Улога                                     |
| -------------------------- | ----------------------------------------- |
| Брус Рајтерман             | Моугли                                    |
| Фил Харис                  | Балу                                      |
| Себашчан Кабот             | Багира                                    |
| Луј Прима                  | Краљ Луј                                  |
| Џорџ Сандерс               | Шир Кан                                   |
| Стерлинг Холовеј           | Ка                                        |
| Џеј Пет О’Мали             | Пуковник Хати, индијски слон/лешинар Бази |
| Верна Фелтон               | Винифред                                  |
| Клинт Хауард               | Јуниор                                    |
| Чад Стјуарт                | лешинар Флапс                             |
| Лорд Тим Хадсон            | лешинар Дизи                              |
| Џон Абот                   | Акила, индијски вук                       |
| Бен Рајт                   | Тата Вук                                  |
| Дарлин Кар                 | Девојка                                   |
| Лио Де Лајон               | павијан Фланки                            |
| Хал Смит                   | слон Слоб                                 |
| Ралф Рајт                  | суморна слон                              |
| Дигби Вулф                 | лешинар Зиги                              |
| Бил Скајлс и Пит Хендерсон | мајмуни                                   |